# رومان فالنر

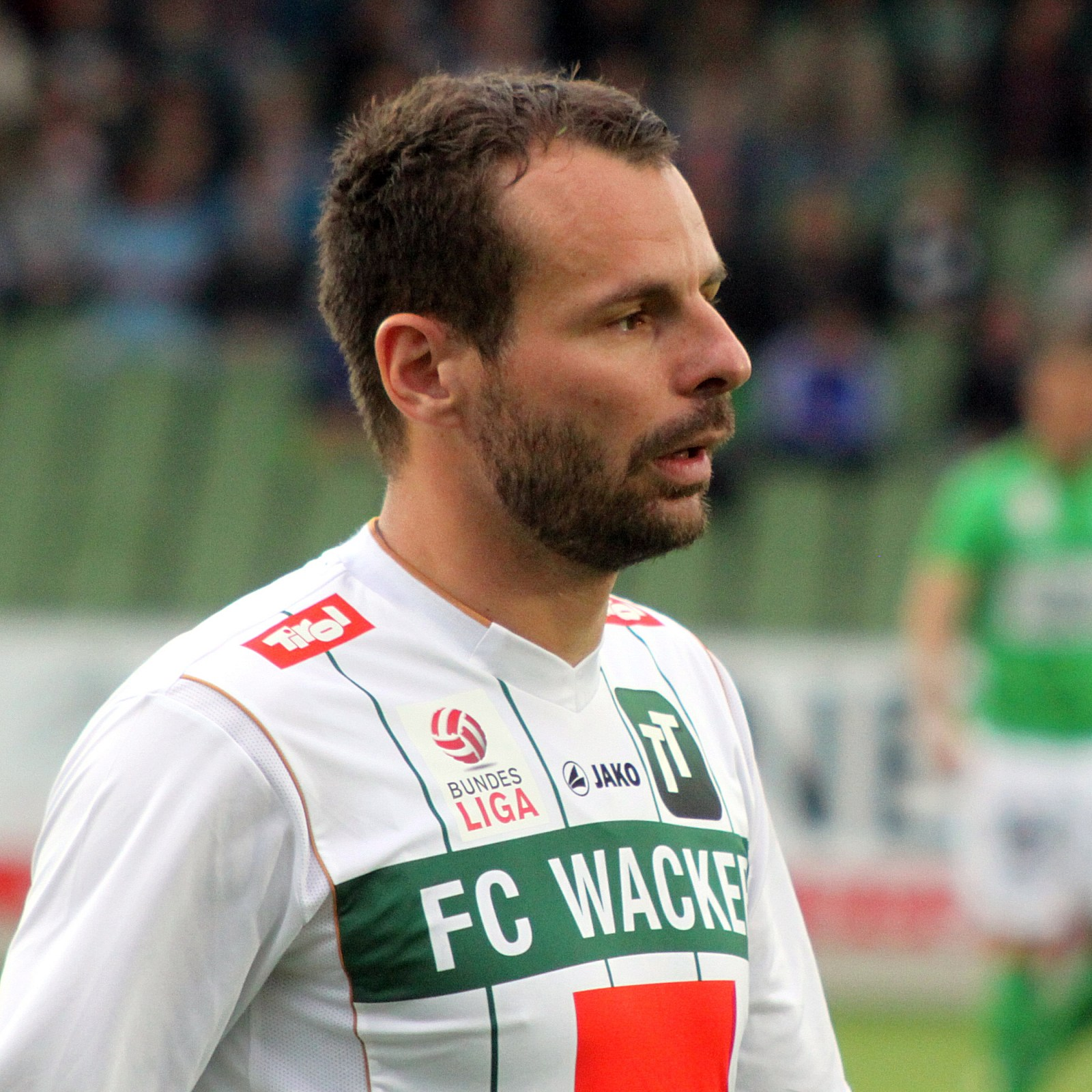

رومان فالنر (بالألمانية: Roman Wallner) (مواليد 4 فبراير 1982 في غراتس) لاعب كرة قدم نمساوي دولي يجيد اللعب في خط الهجوم . يلعب حاليا لصالح نادي ريد بول سالزبورغ النمساوي منذ 2010 .

## روابط خارجية
- رومان فالنر على موقع الاتحاد الأوربي (الإنجليزية)
- رومان فالنر على موقع قاعدة بيانات كرة القدم.إي يو (الإنجليزية)
- رومان فالنر على موقع ليكيب (الفرنسية)
- رومان فالنر على موقع ناشيونال فوتبول تيمز (الإنجليزية)
- رومان فالنر على موقع عالم كرة القدم.نت (الإنجليزية)